# Petrochelidon
Petrochelidon là một chi chim trong họ Hirundinidae.